# すごいぞ!テープ
「すごいぞ!テープ」は久保田利伸が歌手としてのデビュー前に製作し、音楽関係者等に配布したデモテープ。久保田利伸の公式サイトにも記述されており、久保田自身も存在を公にしているデモテープである。

## 概要
公式サイトによれば、制作されたのはおよそ1985年前後とされている作品で、既に本人が作曲家や音楽プロデューサーとしてデビューしていた頃の作品である。本人が作曲家や音楽プロデューサとしての活動の傍ら趣味で作ったとの事だが、その洋楽同等のクオリティから、『とんねるずのオールナイトニッポン』（ニッポン放送）や山下達郎のラジオ番組などでも取り上げられ、リスナーをはじめ、音楽業界から高い評価を得ることになり、本人のデビューへの足がかりとなった。
A面の収録曲は大半がデビューアルバム『SHAKE IT PARADISE』にリメイク収録される楽曲であり、自身が世に発表した最初のオリジナル作品群でもある。また、その後も有名なブートレグとして様々なルートで出回り続け、Skoop On SomebodyのTAKEなどもこのテープのダビングのダビングぐらいのものを聴いた事があることをラジオでの本人との対談で明かしている。
この中で特に大きいものはB面に収録された「It's BAD」のセルフカバーバージョンである。元々は田原俊彦に楽曲提供されたものであるが、本作は『日本語のラップ』を初めてポップミュージックに取り入れた楽曲とされており、音楽としての資料的価値は非常に高いと思われる。なお、この「It's BAD」はこのテープ以外では後年に至るまで久保田の歌唱ではスタジオ収録されていない。

## 収録曲

### A面
1. Missing
2. 失意のダウンタウン
後のデビュー曲。
3. 流星のサドル
4. Dedicate (To M.E)
5. Insideカーニバル
6. For You ～伝えきれなくて

### B面
1. It's BAD
田原俊彦に提供した楽曲のセルフカバー。作詞は久保田ではなく松本一起。前述のとおり、日本の大衆ポップスで初めて『日本語ラップ』を取り入れた楽曲として衝撃を与えた。後に久保田が1987年10月14日放送のフジテレビ系「夜のヒットスタジオDELUXE」に出演した際に一度限りの本人バージョンとして披露されている。なお、田原のものとは大幅に歌詞が異なり、テレビ出演時もオリジナルの歌詞で歌唱されていた。サビの部分はほぼ同じであるが、ラップのパートでは宮沢賢治の「雨ニモマケズ」や高村光太郎の「道程」をベースにした詞となっている。
2. I Wish
スティーヴィー・ワンダーの『キー・オブ・ライフ』からの選曲。この作品では久保田の一人多重アカペラによって構成されている。
3. A Song For You
レオン・ラッセルのカバー。カーペンターズをはじめとして多くのミュージシャンによってカバーバージョンの発表される一種のスタンダード楽曲であり、原曲と同じようにピアノ弾き語りで収録されている。近年ではアンジェラ・アキも「ONE」で同じように弾き語りカバーしている。
4. MEDLEY
洋楽のメドレーで構成されたトラック。順番は『ウィ・アー・ザ・ワールド(インスト)～セイ・ユー、セイ・ミー～ユー・アー・ザ・サンシャイン・オブ・マイ・ライフ～サウンド・オブ・サイレンス～レイディ～ジャスト・ワンス～愛の魔力～素顔のままで～オフ・ザ・ウォール～エイント・ノー・マウンテン・ハイ・イナフ～愛のハーモニー～ムーンライト・セレナーデ(インスト)～ハイ・クライム～ボーン・イン・ザ・U.S.A.～フットルース(インスト)～お気に召すまま～ウェイト・フォー・ミー～パワー・オブ・ラヴ～タイム・アフター・タイム～ベティ・ディヴィス・アイズ～バナナ・ボート～風に吹かれて～ジョージア・オン・マイ・マインド～ウィ・アー・ザ・ワールド』と実に24曲にも及ぶ壮大な洋楽メドレーとなっている。選曲も80年代の楽曲からオールディーズまでと幅広い。
5. Lately
スティーヴィー・ワンダーのアルバム「Hotter Than July」収録曲のカバー。JODECIがカバーしたことでも有名。